# الصحنة
حي الصحنة أحد أحياء مدينة الدلم الواقعة في وسط المملكة العربية السعودية، تحديدًا في  جنوب العاصمة الرياض بمسافة 100 كلم، تشتهر بالنخيل وبالمزروعات المختلفة من القمح وغيرها من الحبوب.

## تاريخيا
عين  مفتي المملكة الشيخ عبد العزيز بن باز قاضيا فيها، في الدلم لأكثر من 13 سنة.[بحاجة لمصدر]